# Andreas Cellarius

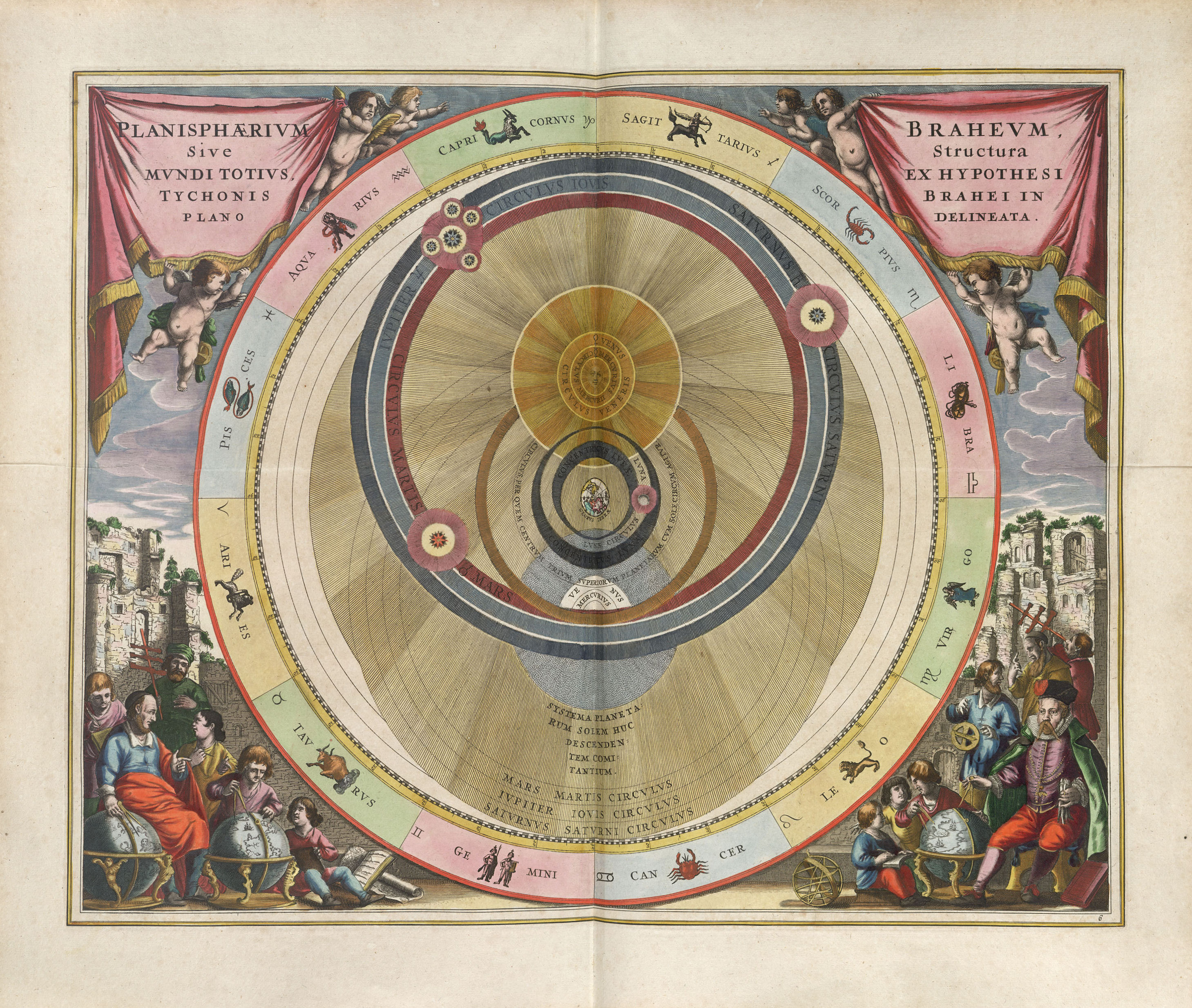
Andreas Cellarius – Układ planetarny według Tychona Brahego, Harmonia Macrocosmica, 1660

Andreas Cellarius (ur. ok. 1596 w Neuhausen, zm. 1665 w Hoorn) – holendersko-niemiecki kartograf i geograf.
Urodził się w Neuhausen, a kształcił się w Heidelbergu. W 1625 roku w Amsterdamie poślubił Katarzynę Eltmans. Po krótkim pobycie w Hadze, rodzina przeniosła się do Hoorn. Od 1637 aż do śmierci był rektorem szkoły łacińskiej w Hoorn. 
Cellarius jest autorem dzieła Harmonia Macrocosmica które zostało opublikowane w 1660 roku przez Johannesa Janssoniusa. Pierwsza część atlasu przedstawia systemy świata Klaudiusza Ptolemeusza, Mikołaja Kopernika i Tycho Brahe. 
W 1652 roku Amsterdamski wydawca Gillis Jansz Valckenier wydaje dzieło Cellariusa zatytułowane Regni Poloniae, Magnique ducatus Lituaniae, dotyczące fortyfikacji w Polsce.